# Верстег, Дейв
Дейв Верстег (нидерл. Dave Versteeg; род. 27 марта 1976) — нидерландский шорт-трекист, четырёхкратный призёр чемпионата Европы по шорт-треку 1997, 1998, 1999, 2001 и 2005 года. Участник зимних Олимпийских игр 1998 года.

## Спортивная карьера
Дейв Верстег родился в городе Лейден, провинция Южная Голландия. С детства занимался на базе клуба «Delftse Kunstijsbaan Vereniging» под руководством тренера — Кёйса Меувиссена (нидерл. Cees Meeuwissen). После завершения карьеры работал ассистентом Джона Монро — тренера по подготовке голландских конькобежцев. Среди подготовленных им спортсменов — Шинки Кнегт. Также канадский (Монро) и голландский (Верстег) специалисты были ответственны за подготовку сборной Нидерландов на зимних Олимпийских играх 2010 года в Ванкувере. С 2011 года стал главным тренером.
Первую медаль на соревновании международного уровня Верстег выиграл на чемпионате Европы по шорт-треку 1997 года в шведском городе — Мальмё. В эстафете на 5000 м с результатом 7:16.019 голландские шорт-трекисты завоевали серебряную медаль, уступив первенство соперникам из Великобритании (7:15.850 — 1-е место), обогнав при этом спортсменов из Италии (7:25.008 — 3-е место).
Последнюю медаль в свой актив Верстег завоевал на чемпионате Европы по шорт-треку 2005 года в итальянском — Турине. В эстафете на 5000 м голландские конькобежцы с результатом 7:13.490 завоевали серебряные медали, уступив первенство соперникам из Германии (7:07.874 — 1-е место), но обогнав при этом конкурентов из Украины (7:15.877 — 3-е место).
Дейв Верстег был участником зимних Олимпийских играх 1998 года в Нагано. Он был единственным голландским участником представленным в мужских забегах на 500 и 1000 м. В финальном забеге на 500 м он занял шестое место, а в забеге на 1000 м он финишировал двадцатым.